# Ehlanzeni
Ehlanzeni (englisch Ehlanzeni District Municipality) ist ein Distrikt in der südafrikanischen Provinz Mpumalanga. Der Sitz der Distriktverwaltung befindet sich in Mbombela. Bürgermeisterin ist Jesta Sidell.
Der Distrikt ist nach dem Zulu- und siSwati-Namen für das Lowveld benannt.

## Gliederung
Die Distriktgemeinde wird von folgenden Lokalgemeinden gebildet:
- Bushbuckridge
- Thaba Chweu
- City of Mbombela
- Nkomazi

## Demografie
Der Distrikt hatte 1.688.615 Einwohner (Stand: 2022) und 1.754.931 in 2016 auf einer Gesamtfläche von 27.896 Quadratkilometern.